# Чехович Мартин
Мартин Чехович — автор соцініянського перекладу Нового Завіту, який вийшов друком 1577 року в Ракуві, який 1581 року українською мовою переклав Валентин Негалевський. Якийсь час працював при дворі князя Миколи Христофора Радзівілла «Чорного» разом із Шимоном Будним, Вавжинцем Кшишковським.